# Schuschtar (Verwaltungsbezirk)
Schuschtar (persisch شهرستان شوشتر) ist ein Schahrestan in der Provinz Chuzestan im Iran. Er enthält die Stadt Schuschtar, welche die Hauptstadt des Verwaltungsbezirks ist. 

## Demografie
Bei der Volkszählung 2016 betrug die Einwohnerzahl des Schahrestan 192.028. Die Alphabetisierung lag bei 85 Prozent der Bevölkerung. Knapp 64 Prozent der Bevölkerung lebten in urbanen Regionen.
| Zensusjahr | Einwohnerzahl |
| ---------- | ------------- |
| 2011       | 191.444       |
| 2016       | 192.028       |